# VL84型电力机车
VL84型电力机车（俄语：ВЛ84）是苏联铁路的干线货运电力机车车型之一，适用于25千伏工频单相交流制的电气化铁路，由诺沃切尔卡斯克电力机车厂于1979年设计制造。该型机车是在VL81型电力机车基础上开发研制的实验性车型，试验采用架悬式牵引电动机全悬挂转向架，仅试制二台并未投入批量生产。
VL84型电力机车是双节八轴大功率货运电力机车，设计用于在各种气候条件下牵引重载货物列车并能够通过较大的坡道。VL84型电力机车的车体结构与VL81型电力机车大致相同，但由于加大了司机室空间，车体长度有所延长，司机室内并增设空调装置。机车走行部采用经过VL81型电力机车试验的全悬挂转向架，牵引电动机的全部重量都支承在转向架构架上，大幅减少了簧下重量；牵引电动机通过单边齿轮传动；一系悬挂采用轴箱两侧螺旋弹簧并配有液压减震器，二系悬挂采用螺旋弹簧和横向摩擦阻尼器，牵引力或制动力通过中间低位牵引拉杆传递。新轮直径为1350毫米，传动齿轮比为72：23。
VL84型电力机车是交—直流电传动的单相工频交流电力机车，每节机车装有一台ОДЦЭ-5300/25-78 ХЛ-2型主变压器，变压器次边设有六段牵引绕组、一个辅助绕组，每一芯柱上的三个牵引绕组串联，变压器采用强迫导向油循环风冷方式。接触网导线上的25千伏工频单相交流电电流，经受电弓进入机车，由主变压器牵引绕组降压后，经过三台串联的晶闸管整流机组，向两个转向架上每两台牵引电动机分别并联供电。这种机车主电路形式与苏联为芬兰提供的Sr1型电力机车相同。VL84型电力机车并设有大功率电阻制动装置，制动功率为6400千瓦。
两台机车于1980年接受了性能试验，随后配属北高加索铁路局巴泰斯克机务段投入运用。VL84型机车原计划作为贝阿铁路的主力机车，但因技术原因未能投入批量生产。

## 参看
- VL80型电力机车
- VL81型电力机车
- VL82型电力机车
- VL83型电力机车
- VL85型电力机车